# Сапар (футзальний клуб)
«Сапар» Донецьк — український футзальний клуб з міста Донецьк, заснований 2006 року. 2009 року клуб було розформовано.

## Історія
Клуб був заснований 2006 року з ініціативи місцевого підприємця Миколая Помазанова. Від самого початку команду очолив Олексій Соломахін.
Команда одразу заявилася в чемпіонат Донецька з футзалу і виграла його не втративши жодного очка. У сезоні 2006/07 «Сапар» заявився у другу лігу і став срібним призером. Наступного сезону донецька команда покращала попереднє досягнення і виграла другу лігу завдяки чому підвищилася у класі. 
Сезон 2008/09 став найбільш успішним в історії клубу. Команда достроково виграла свою групу у першій лізі і так само впевнено перемогла у фінальному етапі. У Кубку України «Сапар» дійшов до 1/8 фіналу, на шляху до цієї стадії вибивши вищолігові «Єнакієвець» і «Контингент», де поступився донецькому «Шахтарю». Після найбільш успішного сезону в історії «Сапар» як переможець першої ліги дав попередню згоду на підвищення у класі, але згодом через фінансові проблеми команда була розформована.

## Склад команди
Склад команди перед розформуванням.
| №  | Гравець              | Позиція  | Національність |
| -- | -------------------- | -------- | -------------- |
| 1  | Віталій Бондаренко   | Воротар  | Україна        |
| 11 | Олександр Рощупкін   | Воротар  | Україна        |
| 16 | Володимир Удовиченко | Воротар  | Україна        |
| 2  | Микола Андреєв       | Польовий | Україна        |
| 3  | Олександр Єрмоленко  | Польовий | Україна        |
| 4  | Дмитро Поздняков     | Польовий | Україна        |
| 5  | Дмитро Бичков        | Польовий | Україна        |
| 7  | Дмитро Калуков       | Польовий | Україна        |
| 9  | Костянтин Пічугін    | Польовий | Україна        |
| 10 | Дмитро Катишев       | Польовий | Україна        |
| ?  | Роман Стрельцов      | Польовий | Україна        |
| 20 | Артем Рось           | Польовий | Україна        |

## Титули і досягнення
- Перша ліга:
  -  Переможець: 2008-2009.

- Друга ліга:
  -  Переможець: 2007-2008.
  -  Срібний призер: 2006-2007.